# Політехнічний інститут передової науки
Політехнічний інститут передової науки — приватний університет заснований у 1961 і базується у французьких містах Іврі-сюр-Сен, Ліон, Марсель і Тулуза. З 1998 року школа є частиною IONIS Education Group.